# Orthocladius biwainfirmus
Orthocladius biwainfirmus är en tvåvingeart som beskrevs av Sasa och Nishino 1995. Orthocladius biwainfirmus ingår i släktet Orthocladius och familjen fjädermyggor. Inga underarter finns listade i Catalogue of Life.